# لیتوینوویچه
لیتوینوویچه (به لاتین: Litwinowicze) یک روستا در لهستان است که در گمینا نوژتس-ستاتسیا واقع شده‌است.